# Cardiophorus sodalis
Cardiophorus sodalis là một loài bọ cánh cứng trong họ Elateridae. Loài này được Lanchester miêu tả khoa học năm 1971.